# Конституция Исландии
Конститу́ция Исла́ндии (Stjórnarskrá) — это свод законов, по которым обязаны жить все люди, проживающие в пределах Исландии.
Действующая конституция принята 17 июня 1944 года, поправки внесены 30 мая 1984 года, 31 мая 1991 года, 28 июня 1995 года, 24 июня 1999 года. В ходе реформы с 2010 по 2013 годы Конституционное собрание (Stjórnlagaþing ȧ Íslands) разработало новый проект конституции, который был одобрен на референдуме, но в итоге не был утвержден парламентом.

## История
В XIX веке исландское движение за независимость набирало сил. В июне 1849 года король Дании был вынужден удовлетворить требования либералов и националистов, и договориться о Конституции для Дании и, таким образом, также для Исландии. Эта конституция отменила абсолютную и установила конституционную монархию, в которой ряд наиболее важных вопросов был передан в датский парламент. В 1874 году, на тысячелетие заселения Исландии, король Кристиан IX дал стране её собственную Конституцию, которая была названа Stjórnarskrá um hin sérstaklegu málefni Íslands, и стала основой нынешней Конституции Исландии.
В 1918 году Исландия была объявлена независимым королевством в личной унии с Данией и в 1920 году получила Конституцию Королевства Исландия (исл. Stjórnarskrá konungsríkisins Íslands). В 1944 году по результатам референдума Исландия становится суверенной республикой и 17 июня того же года парламент Исландии ратифицирует новую конституцию.
После ратификации конституции, семь раз в неё вносились поправки, в основном за счёт изменений в структуре избирательных округов Исландии и правил голосования. В 1991 году была реорганизована работа Альтинга. Заметные поправки, касающиеся прав человека были приняты в 1995 году.

### Разработка проекта новой конституции
В 2007—2008 годах экономические проблемы в Исландии вызвали возмущение общественности.
В январе 2008 года к зданию парламента стал выходить поэт и певец Хёрдур Торфасон и петь песни политической тематики. В октябре 2008 г. он вышел на улицу с микрофоном и начал предлагать всем желающим высказываться. Через неделю начались массовые организованные демонстрации. Это привело к «посудной революции», всеобщим выборам, смене правительства, судебному преследованию премьер-министра Герда Хаарда, а также неудачной конституционной реформе.
К Хёрдуру Торфасону присоединились граждане, которые организовали группу митингующих. 20 января 2009 года протесты переросли в беспорядки, которыми граждане пытались помешать заседанию парламента. Около двух тысяч демонстрантов выражали свой протест автомобильными сигналами и грохотом пустых кастрюль. Полицией были предприняты меры для разгона митингующих, но протесты, названные прессой «революцией чайников и кастрюль» (Pots-and-pans revolution) или «посудной революцией» (Kitchenware revolution) продолжались. Это были крупнейшие акции протеста в истории Исландии
Выборы прошли в апреле 2009 года, по их результатам к власти пришла левая коалиция, которая, с одной стороны, сразу же осудила неолиберальную экономическую систему, но, с другой стороны, сразу же сдалась требованиям Всемирного банка и стран Евросоюза погасить долги исландских банков в общей сложности на три с половиной миллиарда евро. Это означало, чтобы каждый житель Исландии в течение пятнадцати лет должен был бы ежемесячно платить 100 евро — чтобы погасить долги одних частных лиц (владельцев банков) перед другими частными лицами.
Президент Олафур Рагнар Гримссон отказался ратифицировать принятый парламентом закон о выплате компенсаций иностранным вкладчикам из бюджета страны и организовал референдум о таких выплатах. На референдуме большинство (93 %) исландцев решили не возвращать средства иностранным кредиторам. Специальная комиссия в 2010 году выявила мошенничество банкиров и они были привлечены к уголовной ответственности. В 2015 году Верховный суд Исландии и Окружной суд Рейкьявика приговорили пятерых топ-менеджеров банков к лишению свободы.
Главной задачей на повестке нового правительства стала разработка новой конституции. Первую попытку написания конституции правительство предприняло сразу после прихода к власти. Предполагалось, что на это уйдет год, но в итоге дело закончилось неудачей, потому что граждане не хотели признавать такую конституцию легитимной. Тогда правительство решилось на эксперимент: сделать так, чтобы граждане сами написали конституцию. Существует миф, что проект основного закона писали 950 простых граждан, но это не так. На первом этапе реформы действительно был собран Национальный форум, состоящий из 950 человек. Форум формировался жеребьевкой. Он определил ключевые ценности и направления новой конституции. Далее 7 профессиональных политиков составило заключение состоящие из 700 страниц. Чтобы доработать новую Конституцию, было избрано Конституционное собрание, в который вошли 25 граждан. В распространенном в интернете мифе говорится, что это собрание состояло из домохозяек, крестьян, рабочих и т. д., но в действительности совет состоял из семи руководителей (университетов, музеев, профсоюзов), кроме того, пяти профессоров и доцентов, четырёх представителей средств массовой информации, четырёх художников, двух юристов, священника, отца певицы Бьорк (видного профсоюзного деятеля) и всего одного крестьянина. 
Но в итоге голосование было признано парламентом недействительным, а совет для пересмотра конституции он избрал сам. 
В апреле 2011 года совет начал работу. На написание проекта конституции у него было четыре месяца. Участники собирались ежедневно и работали полный рабочий день, получая за это жалование, эквивалентное зарплате парламентариев. Еженедельно на специальном сайте публиковались результаты проделанной ими работы — то есть проект конституции на разных стадиях разработки. Предполагалось, что общественность будет это оценивать, комментировать и вносить предложения и поправки. Ответная реакция действительно была, она поступала через сайт, социальные сети и иные средства интернет-связи. Совет получал отзывы и предложения, которые, по утверждению Торвалдара Гильфасона, внимательно рассматривались и учитывались при создании новых версий проекта. 20 октября 2012 года основные положения новой Конституции были утверждены референдумом. Итоговую точку должен был поставить парламент, но документ в итоге не был принят.
Вокруг конституционной реформы существует множество мифов. Главный миф — что конституция в итоге была принята, но проект так и не был одобрен парламентом. То, что новый проект был разработан обычными людьми, отчасти верно, но влияние на реформу действующих политиков часто умалчивается. С другой стороны, все события конституционной реформы представляются как заговор антиглобалистов.

## Структура и содержание
В действующей конституции Исландии 79 статей.

### Глава 1
Глава первая гласит, что Исландия является республикой с парламентской формой правления. Власть Исландии принадлежит альтингу и президенту, а судебная власть осуществляется судами.

### Глава 2
Глава 2 гласит, что президент избирается народом. Срок полномочий Президента начинается 1 августа и заканчивается 31 июля четыре года спустя.

### Глава 3
Альтинг состоит не более чем из 52 членов, избираемых тайным народным голосованием.

### Глава 4
Альтинг созывается на очередную сессию ежегодно 1 октября или, если это праздник, на следующий день и заседает до той же даты следующего года, за исключением случаев, когда срок мандата членов Альтинга истек ранее или если Альтинг был распущен. Альтинг неприкосновенен и никто не имеет право нарушать его свободу.

### Глава 5
Глава 5 гласит, что Организация судебной системы может быть установлена только законом.

### Глава 6
Евангелическо-лютеранская церковь является Государственной Церковью и как таковая пользуется поддержкой и покровительством Государства.

### Глава 7
Жилище неприкосновенно. Домашний обыск не может быть произведен и письма или другие документы не могут быть изъяты или рассмотрены иначе как по приказу судьи или по специальному постановлению закона.